# Justice en France (série documentaire, 1991)
Justice en France est une série documentaire française créée par Daniel Karlin et Tony Lainé, diffusée à partir du 12 juin 1991 sur La Cinq au 10 mars 1993 sur France 2. 

## Historique
En 1990 Daniel Karlin propose L'amour en France une série documentaire écrite avec Tony Lainé. Le programme fait la Une du Nouvel Obs qui l’encense au Figaro Magazine qui la qualifie de « Télé Cochonne », la somme de Karlin et Lainé sur la vie amoureuse des Français suscite de vifs débats et le courrier de près de 140 000 téléspectateurs enthousiastes ou ulcérés. La série se terminera par un débat en direct au cours de l'émission Les Dossiers de l'écran le 24 avril 1990. 
Le dernier volet de sa série L'amour en France racontait l'histoire d'un jeune homme condamné à perpétuité pour un meurtre que la presse de l'époque avait qualifié de monstreux . Sa démarche auprès du prisonnier et l'analyse du crime convainquent Pierre Arpaillange, le garde des Sceaux de l'époque, d'autoriser Karlin à poursuivre son exploration du monde judiciaire. Le réalisateur se lance alors dans une série sur la justice. Il est le premier en France à filmer de l'intérieur la justice pénale.

## Concept
La série documentaire suit en particulier le parcours judiciaire d'un jeune apprenti pâtissier accusé du meurtre du père de sa fiancée de la garde à vue jusqu'au procès d'assises. Justice en France est d’abord diffusé sur La Cinq puis sur France 2. Les enfants du Juge Véron , partie consacrée à la justice des mineurs, est distingué du Sept d’Or du meilleur documentaire en 1992, année de la mort de Tony Lainé.
Lors de cette enquête au long cours au cœur de la justice française, Daniel Karlin et le reporter Rémi Lainé (recruté pour la série Justice en France) rencontrent au centre de détention de Toul, Mohamed Chara, un ancien condamné à mort qui purge une peine de réclusion à perpétuité. Peu à peu, Karlin et Lainé vont se convaincre de l'innocence du condamné à qui ils consacreront un film,  diffusé le 9 octobre 1991 sur La Cinq lors d'une soirée spéciale pour le dixième anniversaire de l'abolition de la peine de mort en France, et un livre L'Affaire Chara paru aux éditions du Seuil.
Les trois premiers volets sont diffusés dans le cadre d'Histoires vraies suivis de d'un débat sur La Cinq.

## Épisodes

### saison 1
- La justice passe: l'instruction[10]. Débat: L'instruction, et si un jour vous étiez pris dans l'engrenage le 12 juin 1991[11] sur La Cinq

- La justice passe: le procès[12]. Débat: Le procès, les médias et la justice le 19 juin 1991[13] sur La Cinq

- Mohamed Chara, en prison depuis quatorze ans pour un crime qu'il n'a pas commis[14]. Débat: Erreur judiciaire et peine de mort - Mohamed Chara le 9 octobre 1991[15] sur La Cinq

### saison 2
- Les enfants du juge Véron: 1re partie[16]
- Les enfants du juge Véron: 2e partie[17]
- Les enfants du juge Véron: 3e partie[18]
- Les enfants du juge Véron: 4e partie[19]

### saison 3
- Des hommes en prison[20],[21]
- Des juges et des hommes[22]
- Des hommes et des juges[2]